# Max-Pol Fouchet
Pour les articles homonymes, voir Fouchet.
Max-Pol Fouchet, né le 1er mai 1913 à Saint-Vaast-la-Hougue (France) et mort le 22 août 1980 à Avallon, est un poète, écrivain, critique d'art et homme de télévision français.

## Biographie
Né le dimanche 1er mai 1913, place de la République à Saint-Vaast-La-Hougue, Max-Pol Fouchet est baptisé laïquement sur le voilier Liberté d'une goutte de calvados entre la France et l'Angleterre. 
Il passe sa jeunesse à Alger, où son père, armateur normand gazé lors de la Première Guerre mondiale, a émigré avec sa famille. Étudiant en lettres, il y rencontre Albert Camus, qui épousera plus tard sa fiancée, Simone Hié.
À partir de 1939, il fonde et anime avec Charles Autrand la revue Fontaine, revue mensuelle de la poésie et des lettres françaises, qui groupe des écrivains résistants à Alger et qui deviendra rapidement, sous l'Occupation, la tribune de la Résistance intellectuelle française à travers notamment des écrivains engagés comme Georges Bernanos, Louis Aragon, Antonin Artaud, Jean Wahl, Jean Rousselot, Pierre Emmanuel, Pierre Jean Jouve, Georges-Emmanuel Clancier, Claude Roy, Loys Masson, André Frénaud, Jules Supervielle, Max Jacob, Henri Michaux, René Char, Jean Lescure. En 1942, il publie Liberté de Paul Éluard. Parallèlement, il donne à la RTF des chroniques de littérature et d'art.
Le 13 juillet 1940, il épouse Jeanne Ghirardi, professeure de lettres, qui disparaît le 9 janvier 1942, noyée, dans le naufrage du Lamoricière au large des Baléares.
À la Libération, Max-Pol Fouchet parcourt le globe et ouvre les pages de la revue Fontaine au philosophe Martin Heidegger, traduit par Joseph Rovan, via Edgar Morin, le 24 septembre 1945. De retour en France au début des années 1950, il participe aux premiers pas de la télévision avec la préoccupation d'initier les Français à la culture. Il crée ainsi, avec Pierre Desgraupes et Pierre Dumayet, les émissions culturelles Lectures pour tous, le Fil de la vie et surtout Terre des Arts, série qui inaugure de 1964 à 1974 le documentaire sur l'art à l'ORTF. 
Le 9 juillet 1960 naît sa fille Marianne.
Il participe également comme chroniqueur à l'émission Italiques produite par Marc Gilbert. Mais ses prises de positions (contre la peine de mort, la torture et la censure), alors que le pouvoir politique encadre encore fortement la télévision, l'en éloignent. Il n'abandonne pas pour autant ses activités littéraires en publiant romans, recueils de poésie et récit de voyages.
Dans les années 1970, il fait partie du « comité de sélection » de la société de vente par correspondance Le Grand Livre du Mois. Lors de la sortie du livre L'Archipel du Goulag, il s'oppose à l'auteur, notamment lors d'un numéro de l'émission Italiques, et soutient Jean-Edern Hallier.
Durant sa carrière, il sera aussi journaliste à VSD, professeur d’histoire de l'art, homme de radio et archéologue.
Résidant dans le département de l'Yonne, il a fait part de sa fascination pour cette région dans une émission de télévision en 1978.
Mort le 22 août 1980 d'un accident vasculaire cérébral à l'hôpital d'Avallon, il est enterré le 25 août au cimetière de Vézelay, sous une simple dalle sur laquelle est écrit « Il aima la liberté », l'orientation de la tombe permet aux visiteurs d'avoir sous les yeux un magnifique paysage.

## Œuvres
- Simples sans vertu, Charlot, coll. « Méditerranéennes », Alger, 1937
- La France au cœur, Chroniques de la Résistance, 1940-1944, Charlot, Alger, 1944
- Écrivains et poètes des États-Unis d'Amérique, éditions de la revue Fontaine, Paris, 1945
- Aspects de la littérature anglaise 1918-1945, éditions Fontaine, 1947
- Les Poètes de la revue “Fontaine”, 1939-1948, 1948
- Les Peuples nus, Corrêa, 1953
- Bissière, Le Musée de Poche, Georges Fall, Paris, 1955 ; rééd. éditions Marguerite Waknine, Angoulême, 2010-2013 Réédition accompagnée de « Roger Bissière, maître de la joie naturelle » de Christian Limousin.
- Terres indiennes, La Guilde du livre, Clairefontaine, Lausanne, 1955
- Nubie, splendeur sauvée, La Guilde du livre, Clairefontaine, Lausanne
- Anthologie thématique de la poésie française, Club du Livre du mois, 1955
- Instants volés, Instants donnés, Éditions Clairefontaine, Lausanne, 1956 Avec la collaboration de Gotthard Schuh.
- Le Fil de la vie, Robert Laffont, Paris, 1957
- L'Art amoureux des Indes, Clairefontaine, Lausanne, 1957 Étude sur l'amour et l'érotisme indien à travers leurs représentations artistiques.
- La Grande Vallée, 1957
- Portugal des Voiles, La Guilde du livre, Lausanne, 1959
- Demeure le secret, Mercure de France, Paris, 1961, 1974; réédition : Demeure le secret Et autres poèmes présentés par Marie-Claire Bancquart [Demeure le secret,Le Feu la flamme, Héraklès et l’inédit Hymnes à la seul, Actes Sud, 1985, 2008
- L'Art à Carthage, Georges Fall, Paris, 1962
- Les Merveilles des Tropiques, Hachette, collection « Réalités », 1964
- Jean Bertholle, Le Sphynx, 1966
- Les Appelés, Mercure de France, Paris, 1967
- Le Mexique que j'aime…, Sun, Paris, 1967 Présenté par Max-Pol Fouchet, raconté et légendé par André Camp, photographié par Arpad Elfer.
- Liban, lumière des siècles, La Guilde du livre, Lausanne, 1967 Avec la collaboration de Fluvio Roitier.
- Un jour, Je m’en souviens, Mémoire parlée, Mercure de France, Paris, 1968
- Lire Rembrandt, Les Éditeurs français réunis, 1970
- Jean-Baptiste Piranèse, Les Prisons imaginaires, Le Club français du livre, Paris, 1970
- Les Évidences secrètes, Grasset, 1972
- Le Paris de Robert Doisneau et Max-Pol Fouchet, Les Éditeurs français réunis, 1974
- Les Nus de Renoir, Éditions Clairefontaine/Vilo, Paris, 1974
- Helman, Cercle d’art, 1975
- Éloges de Sidi Bou Saïd 1975, Éditions Cérès, Tunis,
- Tonia Cariffa, Éditions de la Galerie Bongers, Paris, 1975
- La Rencontre de Santa-Cruz, Éditions Grasset et Fasquelle, Paris 1976
- Fontaines de mes jours, conversation avec Albert Mermoud[N 1], Stock, collection « Les Grands Auteurs », 1979
- Histoires pour dire autre chose, Bernard Grasset, 1980
- Wilfredo Lam, Cercle d’art, 1989
- La Relevée des herbes, Grasset et Fasquelle, Paris, 1997

## Livre d'artiste
- Prise de Barcelone [extrait de Demeure le secret, Mercure de France, Paris, 1961], calligraphie du titre, de la première strophe du poème et illustration à l'aquarelle et à la gouache par Jean Bertholle, 37 x 23 cm, 1974, exemplaire unique[10].

## Filmographie
- 1966 : L'Or et le Plomb d'Alain Cuniot - Le poète

## Hommages

### Hommage philatélique
En 1983, un timbre faisant partie de la série Personnages célèbres à l'effigie de Max-Pol Fouchet (Max-Pol Fouchet, 1913-1980), rouge et noir, de valeur 1,80 franc surtaxé de 0,4 franc, comporte Vézelay en 2e plan. Ce timbre a bénéficié d'une vente en 1er jour le 30 avril à Saint-Vaast-La-Hougue et à Vézelay. Il porte le n° YT 2282.

### Prix littéraire
Un prix littéraire annuel de poésie portant son nom est décerné en octobre depuis 1982.
Une rue porte son nom sur la commune de Roussillon en Isère (38150), ainsi que sur la commune de Montauban en Tarn-et-Garonne (82000).